# Jamaica op de Gemenebestspelen

Vlag van Jamaica

Jamaica is een van de landen die deelneemt aan de Gemenebestspelen (of Commonwealth Games). Sinds 1934 heeft Jamaica achttienmaal deelgenomen. In totaal over deze achttien edities won Jamaica 176 medailles.

## Jamaica als gastland
| Jaar | Gaststad |
| 1966 | Kingston |

## Medailles
| Jamaica op de Gemenebestspelen | Jamaica op de Gemenebestspelen | Jamaica op de Gemenebestspelen | Jamaica op de Gemenebestspelen | Jamaica op de Gemenebestspelen | Jamaica op de Gemenebestspelen |
| ------------------------------ | ------------------------------ | ------------------------------ | ------------------------------ | ------------------------------ | ------------------------------ |
| Jaar                           | Goud                           | Zilver                         | Brons                          | Totaal                         | Rang                           |
| 1934                           | -                              | 1                              | 1                              | 2                              | 10                             |
| 1954                           | 1                              | -                              | -                              | 1                              | 13                             |
| 1958                           | 4                              | 2                              | 1                              | 7                              | 6                              |
| 1962                           | 3                              | 1                              | 1                              | 5                              | 8                              |
| 1966                           | -                              | 4                              | 8                              | 12                             | 16                             |
| 1970                           | 4                              | 2                              | 1                              | 7                              | 8                              |
| 1974                           | 2                              | 1                              | -                              | 3                              | 11                             |
| 1978                           | 2                              | 2                              | 3                              | 7                              | 8                              |
| 1982                           | 2                              | 1                              | 1                              | 4                              | 11                             |
| 1990                           | 2                              | -                              | 2                              | 4                              | 11                             |
| 1994                           | 2                              | 4                              | 2                              | 8                              | 13                             |
| 1998                           | 4                              | 2                              | -                              | 6                              | 9                              |
| 2002                           | 4                              | 6                              | 7                              | 17                             | 13                             |
| 2006                           | 10                             | 4                              | 8                              | 22                             | 7                              |
| 2010                           | 2                              | 4                              | 1                              | 7                              | 16                             |
| 2014                           | 10                             | 4                              | 8                              | 22                             | 10                             |
| 2018                           | 7                              | 9                              | 11                             | 27                             | 11                             |
| 2022                           | 6                              | 7                              | 2                              | 15                             | 12                             |